# Linguagem coloquial
A linguagem coloquial, informal, natural ou popular é uma linguagem utilizada no cotidiano em que não exige a atenção total da gramática, de modo que haja mais fluidez na comunicação oral. Na linguagem informal usam-se muitas gírias e palavras que na linguagem formal não estão registradas ou têm outro significado.
Em contrapartida, a linguagem formal ou culta é aquela que carrega consigo a rigidez das normas gramaticais, utilizada principalmente em textos e profissões que a exigem como no Direito, Letras e História. Cada uma das duas portanto, formal e informal (coloquial), deve ser usada no devido momento e contexto.